# Chaosium

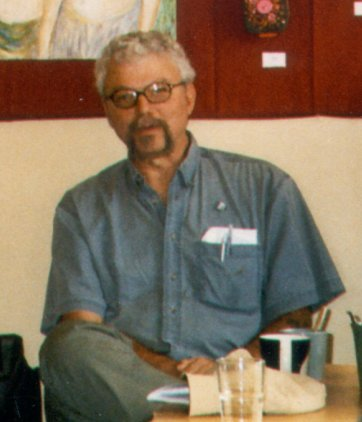
Greg Stafford, American role-playing game designer in Helsinki, Finland.

A Chaosium Inc. é uma das editoras de RPG mais antigas ainda em atividade. Fundada por Greg Stafford, seu primeiro jogo foi na verdade um wargame, chamado White Bear and Red Moon (Urso Branco e Lua Vermelha), publicado em 1975. Depois o jogo foi revisado e republicado em 1981 com o nome Dragon Pass, chegando a ter uma expansão, o Nomad Gods. White Bear and Red Moon é notável por conter o primeiro material publicado sobre o mundo de Glorantha, mais tarde usado como cenário oficial dos jogos de roleplaying RuneQuest, Hero Wars e HeroQuest . A Chaosium é também a editora de Call of Cthulhu, baseado nas histórias de H.P. Lovecraft.

## História
As regras do RuneQuest, o primeiro RPG da Chaosium, foram destiladas em um formato mais genérico e universal, conhecido depois como Basic Roleplaying (BRP), ou Sistema d100. Estas regras genéricas formaram a base de muitos RPGs posteriores da Chaosium, tais como Call of Cthulhu, Stormbringer, Nephilim e Ringworld.
A Chaosium e Greg Stafford também foram responsáveis pelo jogo Pendragon, um RPG na época arturiana, agora publicado pela White Wolf através da Arthaus Publishing Inc, seu braço para jogos estrangeiros e menos populares. Outros jogos de nota incluem Mythos, Elfquest, Worlds of Wonder, Superworld, Hawkmoon, Stormbringer e o frequentemente esquecido Prince Valiant (jogo no universo do Príncipe Valente).
Diversos autores notáveis de RPG escreveram materiais para a Chaosium, incluindo Steve Perrin, Sandy Petersen, Lynn Willis, Keith Herber, David Conyers, Ken St. Andre e David A. Hargrave.

## Revistas
A Caosium publicou três revistas, todas já extintas, para promover seus produtos:
- Wyrm's Footnotes, com quatorze edições publicadas de 1976 a 1995. Inicialmente com material de suporte para White Bear and Red Moon, mas a partir de sua 11a edição, em 1981, tornou-se a revista oficial de RuneQuest[1].
- Different Worlds, quarenta e sete edições bimestrais publicadas entre 1979 e 1987[2].
- Starry Wisdom, uma revista com temática nos mundos de H. P. Lovecraft, com apenas três edições, todas em 1997[3].

## Distribuição
Alguns produtos da Chaosium foram traduzidos para o francês, português, japonês, alemão, espanhol e italiano. Sendo publicados na França pela Jeux Descartes, na Alemanha pela Pegasus Press, na Espanha pela Joc Internacional e pela La factoría de idéias, e na Itália pela Stratelibri e pela Grifo Edizioni.
Em meados da década de 1980, a Chaosium entrou em um arranjo complexo com a Avalon Hill para esta publicar material de RuneQuest, enquanto a Chaosium mantinha controle editorial sobre o mundo de Glorantha, para dar suporte ao jogo da Avalon Hill. Apesar deste acordo ter permitido a sobrevivência da empresa, ele também permitiu que RuneQuest definhasse lentamente, levando a produtos de qualidade questionável, longos intervalos sem nenhum produto publicado e, eventualmente, a morte do jogo por completo.

## Fracassos Editoriais
Em resposta à popularidade de jogos de cartas colecionáveis após o surgimento de Magic: The Gathering, a Chaosium lançou o jogo de cartas Mythos, já descontinuado.
Em fins da década de 1990, a Chaosium se viu dividida em várias empresas menores, cada qual mantendo foco em algumas linhas de produtos da companhia. A Green Knight Publishing foi formada para focar no Pendragon, a Chaosium manteve o Call of Cthulhu, Stormbringer, e Mythos, enquanto Greg Stafford fundou a Issaries, para publicar HeroQuest e trazer de volta o mundo de Glorantha. Charlie Krank tornou-se presidente quando Greg Stafford deixou a empresa.

## Ligações Externas
- Site oficial da Chaosium Inc.
- História da editora escrita pela RPG.net (inglês).